# Veľopolie
Veľopolie est un village de Slovaquie situé dans la région de Prešov.

## Histoire
Première mention écrite du village en 1620.

## Démographie

### Évolution de la population
| Année:               | 1994. | 2004.   | 2014.    | 2024.   |
| -------------------- | ----- | ------- | -------- | ------- |
| Nombre de personnes: | 311   | 321     | 363      | 377     |
| Différence:          |       | +3,21 % | +13,08 % | +3,85 % |

| Année:               | 2023. | 2024.   |
| -------------------- | ----- | ------- |
| Nombre de personnes: | 374   | 377     |
| Différence:          |       | +0,80 % |